# Gelnhausenův kodex
Gelnhausenův kodex je jihlavská právní kniha obsahující městské a horní právo, vytvořená na přelomu 14. a 15. století. Autorem je městský právník, písař a notář Jan z Gelnhausenu.

## Obsah rukopisu
V rukopisu jsou zajímavé iluminace, u každého městského privilegia je zobrazení panovníka, který toto privilegium vydal (např. Václav I., Přemysl Otakar II., Jan Lucemburský, Karel IV., Jošt Moravský a další). Dále je v knize obraz přísahy jihlavských konšelů a také první známé zobrazení jihlavského městského znaku (v iniciále S).

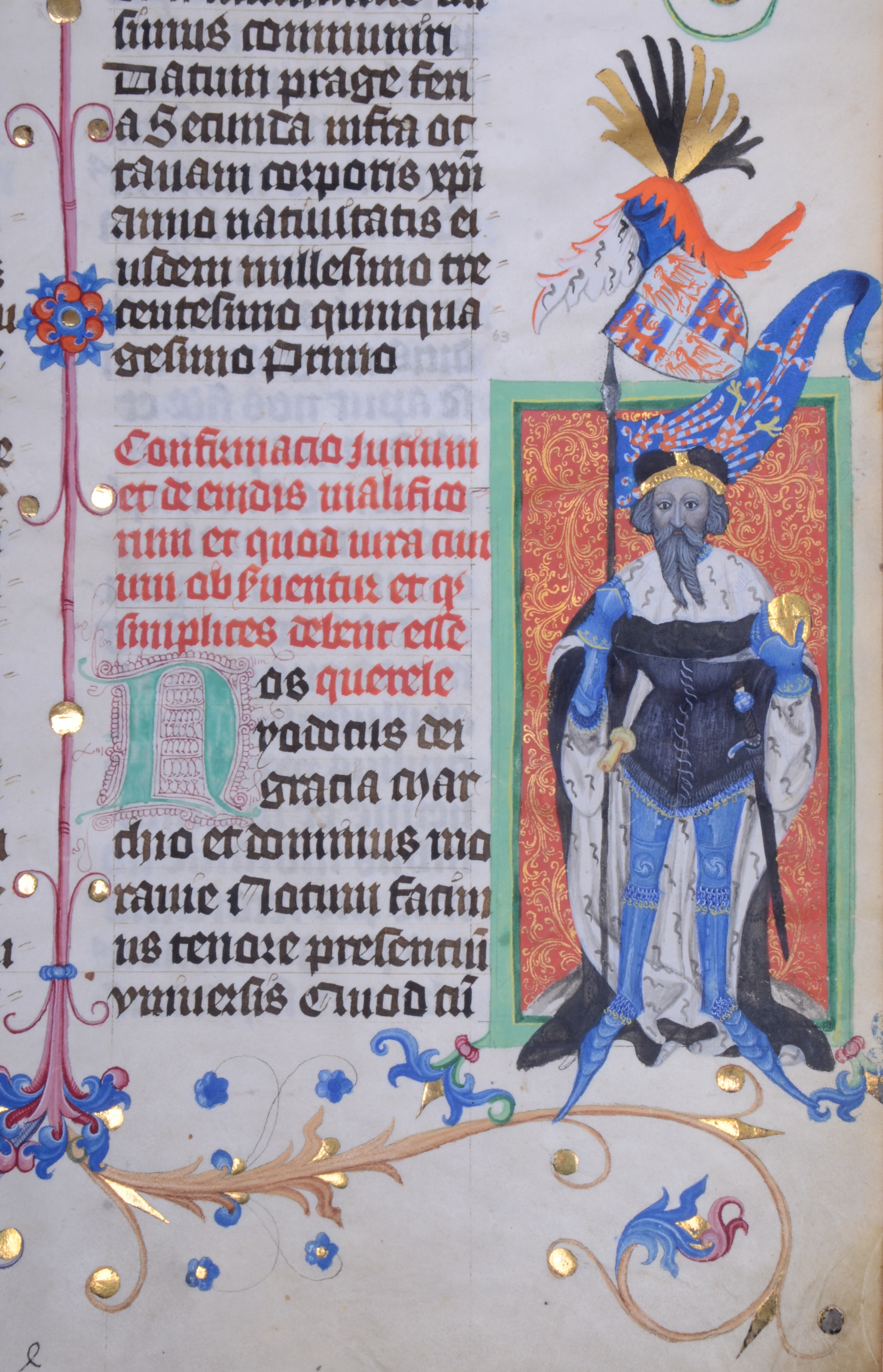
Jošt Moravský, folio 63r.

Kodex je uložen ve Státním okresním archivu Jihlava.